# Willis ring

Hjärnans större blodkärl, där Willis ring är den ringformade strukturen överst i bild.

Willis ring (latin Circulus arteriosus Willisii) är en kärlkrans som försörjer hjärnan med blod. Den har namn efter den engelske läkaren  Thomas Willis (1621–1675).
Willis ring tar emot arteriellt blod från vertebralartärerna (som går ihop till basartären) och inre halsartären, och försörjer hjärnan med tre bilaterala kärl; främre, mittersta samt bakre hjärnartären. 
Cirkeln sluts av främre samt bakre anslutande artärerna (anterior & posterior communicating artery i bilden till höger).
Det är stora individuella variationer i utformningen av willis ring, där det inte är ovanligt att de kommunicerande artärerna är frånvarande eller outvecklade. Endast 20-30% av befolkningen har en fullt utvecklad kärlring.